# Ilulissat
Ilulissat (o Jacobshavn) è un villaggio di 4 533 abitanti della baia di Disko, in Groenlandia, capoluogo del comune di Avannaata; il cui nome significa gli iceberg in Kalaallisut (lingua groenlandese); un nome molto appropriato, dato che in questa zona si staccano immensi iceberg dal ghiacciaio di Sermeq Kujalleq (o Icecap), largo 5 km e di spessore sconosciuto, il più grande ghiacciaio del mondo al di fuori dell'Antartide. La maggior parte degli iceberg sostano poi nel fiordo gelato, il Kangia, una delle mete più ambite del turismo groenlandese, patrimonio dell'umanità dal 2004. È il capoluogo del comune di Avannaata. 
In questa zona sono stati trovati reperti archeologici di 3500 anni fa che testimoniano che questo fu uno dei più grandi centri delle tribù inuit dei Saqqaq e dei Dorset; ancora oggi gli abitanti del paese praticano la caccia e la pesca tradizionale.
Ilulissat è formato da piccole casette di colori vivaci; È un centro di grande turismo: oltre al fiordo gelato, raggiungibile dal vecchio eliporto a 1,5 km di distanza, vi sono sentieri per escursionisti segnati da tumuli di pietre: quello per le rovine di Sermermiut e Holms Bakke, dove il 13 gennaio la cittadinanza si riunisce per dare il bentornato al sole (l'opposto del sole di mezzanotte), quello per Vandsøen, quello per Akinnaq e altri. Ad Ilulissat vi sono anche due musei: uno è dedicato a Knud Rasmussen, ed ospita oggetti che hanno a che fare con le sue spedizioni al Polo Nord, oltre che manufatti danesi e inuit e reperti storici; l'altro è il Museo del Freddo, dove sono esposti utensili e macchinari antichi.
Ilulissat è raggiungibile in aereo da Nuuk, Sisimiut, Kangerlussuaq, Uummannaq, Upernavik e altri centri della baia di Disko. D'estate ci sono traghetti due o tre volte la settimana da Nuuk, che dista 700 km; traghetti più piccoli conducono alle principali isole della baia.
Ilulissat prima di essere il capoluogo di Avannaata, fu capoluogo del comune di Ilulissat. Esso fu istituito il 18 novembre 1950, e cessò di esistere il 1º gennaio 2009 dopo la riforma che rivoluzionò il sistema di suddivisione interna groenlandese; il comune di Ilulissat si saldò ad altri 7 comuni a formare il comune di Qaasuitsup, successivamente soppresso.